# Frans Kerkhof
Frans Kerkhof (overleden 24 december 2005) was een Nederlands muzikant.
De Bossenaar gaf vanaf ongeveer 1957 leiding aan diverse ensemble op het gebied van lichte muziek, maar spande zich ook in voor blinden en slechtzienden. Zo gaf hij leiding aan een koor van blinden. Hij had tevens een grammofoonplatenwinkel en een winkel in muziekinstrumenten. Als muzikant was hij samen met Rine Geveke een van de ontdekkers van Sandra Reemer, toen nog kindersterretje Sandra. Kerkhof was toen werkzaam bij Phonogram. Hij nam met haar Indonesisch repertoire op, maar ook kerstliedjes en 'k Zweef aan m'n ballonnetje van Jack Bulterman. Hij was in de daaropvolgende jaren te beluisteren bij diverse publieke omroepen. Na het tanende succes kreeg Kerkhof te maken met een inzinking, maar in 1999 verscheen zijn eerste album op eigen titel.
Als orkestleider begeleidde hij talloze artiesten, waaronder John Woodhouse, Teddy Scholten, Conny Vandenbos en de Brabantse De Rianta’s.
Hij overleed eind 2005 op 76-jarige leeftijd.